# 서아프리카악어
서아프리카악어(West African crocodile)는 흔히 사막악어(Desert crocodile), 신성악어(Sacred crocodile)로도 알려져 있으며, 더 크고 더 공격적인 나일악어와 관련이 있고 종종 혼동되는 악어 종이다.

## 분류학
이 종은 1807년 에티엔 조프루아 생틸레르가 미라화된 악어의 두개골과 나일악어의 두개골 사이의 차이점을 발견하면서 명명되었다. 그러나 이 새로운 종은 오랫동안 나일악어의 대명사로 여겨졌다. 2003년에는 서아프리카악어가 유효한 종으로 부활했다는 연구 결과가 발표되었고, 2011~2015년에는 다른 여러 연구에서도 이 사실이 확인되었다.
오랜 혼란의 역사에도 불구하고 유전자 검사 결과 두 사람은 특별히 가까운 사이는 아닌 것으로 밝혀졌다. 나일악어의 가장 가까운 친척은 아메리카 대륙의 크로커다일속인 반면, 서아프리카악어는 나일악어와 아메리카악어의 무리에 서식한다.

## 특성

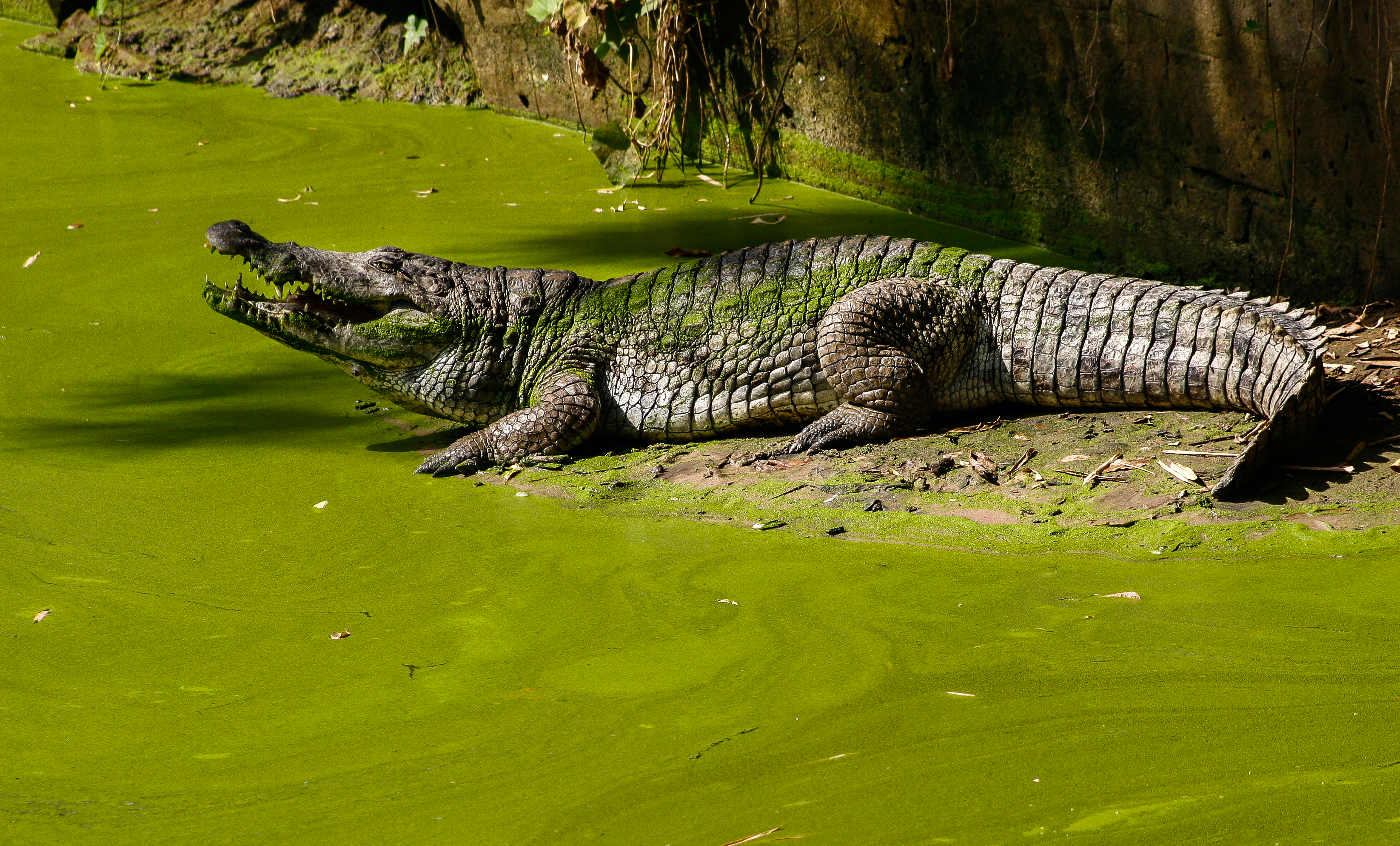
포획된 서아프리카악어

서아프리카악어의 입마개는 짧고 두껍고, 눈과 입마개 끝 사이의 거리는 눈 앞 가장자리 수준에서 입마개 너비의 1.5배에서 2배이다(어린 것의 경우 1.2배에서 1.5배). 색깔은 일반적으로 갈색에서 올리브색이다. 어린 것은 더 창백하고, 특히 꼬리에 검은 띠가 있다. 다른 모든 종의 악어들처럼, 서아프리카악어의 눈은 밤에 빛을 반사하여 손전등을 통해 쉽게 발견될 수 있다. 밤낮으로 활동적인 것으로 발견된다. 수중에서 30분 이상 머물 수 있고, 짧은 폭발로 시속 30km까지 도달할 수 있다. 육지에서는 햇빛을 쬐면서 움직이지 않는 것이 자주 관찰되며, 종종 입이 가피로 덮여 있다.
나일악어가 5m 이상 자랄 수 있는 것에 비해 서아프리카악어는 더 작다. 보통 2~3m 사이에서 자라며, 가끔 수컷은 4m 이상 자란다. 성체의 몸무게는 90~250kg이며, 특히 큰 수컷 표본의 무게는 300kg을 넘는다.

## 분포 및 서식지
서아프리카악어는 동쪽에서 남수단과 우간다, 그리고 남쪽에서 콩고 민주 공화국까지 서아프리카와 중앙아프리카의 많은 지역에서 서식한다(세 나라 모두 나일악어와 접촉할 수도 있다). 발견되는 다른 나라들로는 모리타니, 베냉, 라이베리아, 기니비사우, 나이지리아, 니제르, 카메룬, 차드, 시에라리온, 중앙아프리카 공화국, 적도 기니, 세네갈, 말리, 기니, 감비아, 부르키나파소, 가나, 가봉, 토고, 코트디부아르 그리고 콩고 공화국이 있다. 1920년대 후반까지 박물관들은 백나일강에서 서아프리카악어 표본을 계속 구했지만, 오늘날 이 종은 이 강에서 사라졌다.

## 인간과의 관계
나일악어와 비교하여 서아프리카악어는 더 작다. 성체의 길이는 일반적으로 1.5~2.5m이며, 최대 길이는 아마도 3~4m이다. 또한 나일악어보다 덜 공격적이고 보통 사람을 공격하지 않는다. 서아프리카악어와 가까운 곳에 사는 모리타니의 전통 사람들은 그들을 존경하고 위험으로부터 보호해준다. 이것은 악어에게 물이 필수적이기 때문에 악어가 서식하지 않는다면 악어가 영원히 사라질 것이라는 그들의 믿음 때문이다. 여기 악어는 인간과 조화를 이루며 살고 절대로 수영 선수들을 공격하지 않는다.

### 고대 이집트
고대 이집트 사람들은 다산, 보호, 파라오의 권력과 관련된 악어의 신 세베크를 숭배했다. 그들은 세베크와 양가적인 관계를 유지했는데, 때로는 악어를 사냥하고 세베크를 비방했고, 때로는 그를 파라오적 권력의 수호자이자 원천으로 여겼다.

### 포획
서아프리카악어는 2011년에서야 유효한 종으로 더 넓은 인정을 받았다. 결과적으로, 포획된 동물들은 전형적으로 다른 종들, 특히 나일악어와 혼동되어 왔다. 유럽에서는, 서아프리카악어의 번식 쌍이 코펜하겐 동물원, 리옹 동물원과 비바리움 드 로잔에 살고 있고, 첫 쌍의 자손은 더블린 동물원과 크리스티안샌드 동물원에 있다. 2015년에 미국 6개 동물원(AZA 동물원에 있는 "나일악어"의 거의 4분의 1)에 16마리의 포획된 "나일악어"를 포함한 연구에 따르면, 한 마리를 제외하고 모두 실제로 서아프리카악어였다.